# Roads to Judah
Roads to Judah — дебютный студийный альбом американской блэкгейз-группы Deafheaven, выпущенный 26 апреля 2011 года на лейбле Deathwish Inc. Альбом был записан за четыре дня в период с декабря 2010 по январь 2011 года. Название альбома является отсылкой к N Judah, одной из самых загруженных линий в транспортной системе Сан-Франциско. Лирика альбома посвящена злоупотреблению Кларком наркотиков.

## Список композиций
| №                   | Название            | Длительность |
| ------------------- | ------------------- | ------------ |
| 1.                  | «Violet»            | 12:19        |
| 2.                  | «Language Games»    | 6:46         |
| 3.                  | «Unrequited»        | 9:31         |
| 4.                  | «Tunnel of Trees»   | 9:45         |
| Общая длительность: | Общая длительность: | 38:21        |

## Участники записи

### Deafheaven
- Nick Bassett — гитара
- George Clarke — вокал
- Trevor Deschryver — ударные
- Kerry McCoy — гитара
- Derek Prine — бас-гитара

### Технический персонал
- Jack Shirley — продюсирование, сведение, мастеринг